# 론웍스
론웍스(LonWorks) 또는 로컬 오퍼레이팅 네트워크(Local Operating Network)는 제어 애플리케이션의 요구 사항을 해결하기 위해 특별히 만들어진 네트워킹 플랫폼을 위한 개방형 표준(ISO/IEC 14908)이다. 이 플랫폼은 연선, 전력선, 광섬유 및 무선과 같은 매질을 통한 장치 네트워킹을 위해 에셜론 코퍼레이션(Echelon Corporation)에서 만든 프로토콜을 기반으로 구축되었다. 조명, HVAC 등 건물 내 다양한 기능의 자동화에 사용된다. 건물 자동화 문서를 참고할 것.

## 같이 보기
- 모드버스
- BACnet